# Огузский язык
Огу́зский язы́к — ныне мёртвый язык огузов. Относится к тюркским языкам. Был распространён в регионах Приаралье, северном Прикаспии, в низовьях Сырдарьи. В X—XI вв. являлся языком общения в Огузском Государстве; позже лёг в основу турецкого, азербайджанского, туркменского, гагаузского и некоторых других языков.
Огузы имели свою государственность, а огузский язык в государстве Газневидов и султанате Сельджуков имел государственный статус.